# Piosek
Piosek (cz. Písekⓘ) – wieś gminna i gmina na Śląsku Cieszyńskim w Czechach, w kraju morawsko-śląskim (powiat Frydek-Mistek).
Piosek leży w dolinie Olzy, tuż powyżej Jabłonkowa. Od północy wznosi się nad nim masyw Stożka, natomiast od południa - rozłożysta Girowa. Biegnie przezeń droga z Istebnej do Jabłonkowa.

## Historia
Początki Piosku sięgają XV w. Wieś powstała przy wójtostwie, którego posiadaczem był Maciej Grazycz - być może potomek wójta z sąsiedniego Bukowca. Pierwsza wzmianka o niej pochodzi z 1466 i dotyczy sprzedaży owego wójtostwa niejakiemu Janczowi, co potwierdził pięć lat później książę cieszyński Wacław I. Pierwszy urbarz z 1577 r. wymieniał 11 osadników. Wójtostwo pioseckie przestało istnieć w 1635 r., kiedy jeden z kolejnych wójtów, Adam Piasecki, sprzedał grunt wójtowski księżnej Elżbiecie Lukrecji. Po dołączeniu sąsiednich gruntów po obu stronach Olzy księżna urządziła na nich folwark. Już jednak w 1672 r. zarządcy habsburscy „kiepskie, owsiane” pola rozparcelowali i wydzierżawili, a sto lat później sprzedali dotychczasowym dzierżawcom.
Wieś, położona peryferyjnie, rozwijała się powoli: w poł. XVII w. liczyła dalej 11 posiadaczy gruntu i 15 zagrodników. Szałasów pioseczanie nie mieli: żyli z rolnictwa i rzemiosła, bydło paśli na łąkach przylegających do wsi. W ręku Komory Cieszyńskiej pozostawał młyn na Olzie wraz z „piłą” (tartakiem) wystawioną w 1650 r. i „wałkownią” (foluszem), założonym w 1659 r. „do wałkowania sukna wałaskiego”. Folusz ten działał aż do końca XIX w. Pewne ożywienie nastąpiło dopiero z końcem XVIII w. po wybudowaniu tzw. „cysorki” - drogi z doliny Soły przez Koniaków, Jaworzynkę i Piosek do Jabłonkowa. Po wybudowaniu w dolinie Olzy linii kolejowej (tzw. Kolej Koszycko-Bogumińska) przez  Piosek zwożono do tartaku w Nawsiu drewno z całej górnej części doliny Olzy. W 1874 r. w Piosku powstała murowana polska szkoła ludowa a druga w przysiółku Baginiec. Według austriackiego spisu ludności z roku 1910  żyło w Piosku 1036 osób w tym 1010 (99,1%) Polaków i 9 (0,9%) Niemców
W XX w. wieś rozwijała się powoli w cieniu sąsiedniego Jabłonkowa. W latach 1980–1990 była nawet włączona do tego miasta (jako Jablunkov 4). W latach 90. wybudowano kaplicę katolicką, obecnie kościół pw. Miłosierdzia Bożego, stanowiący filię parafii w Jabłonkowie.

## Turystyka
Piosek jest punktem wyjściowym wycieczek na Girową i w masyw Wlk. Stożka. Posiada komunikację autobusową z Jabłonkowem i Trzyńcem.

## Postacie
W Piosku urodził się w 1889 Jerzy Suszko – polski chemik-organik, profesor, w latach 1952-1956 rektor Uniwersytetu Poznańskiego.

## Galeria

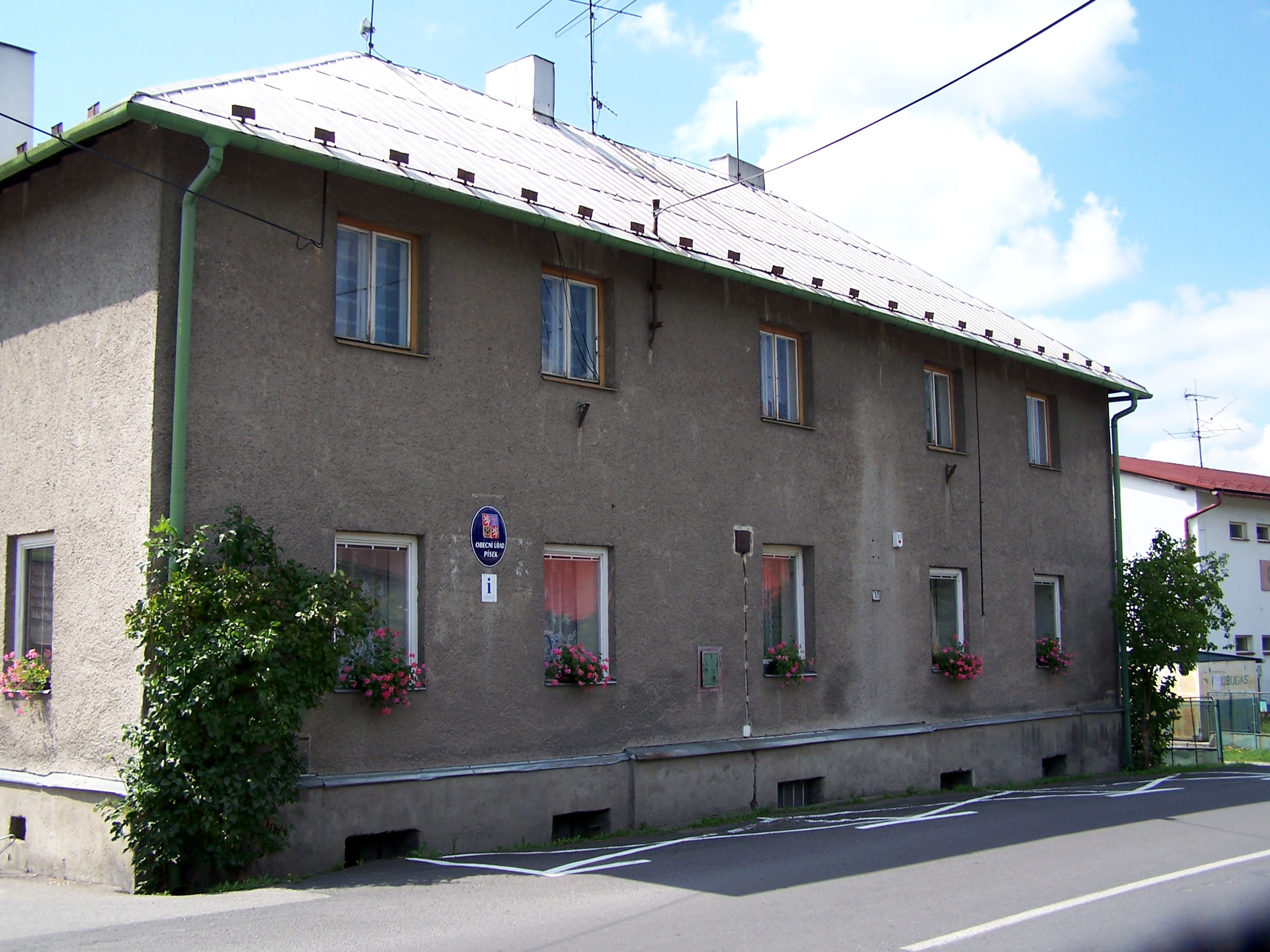
Biuro urzędu gminy
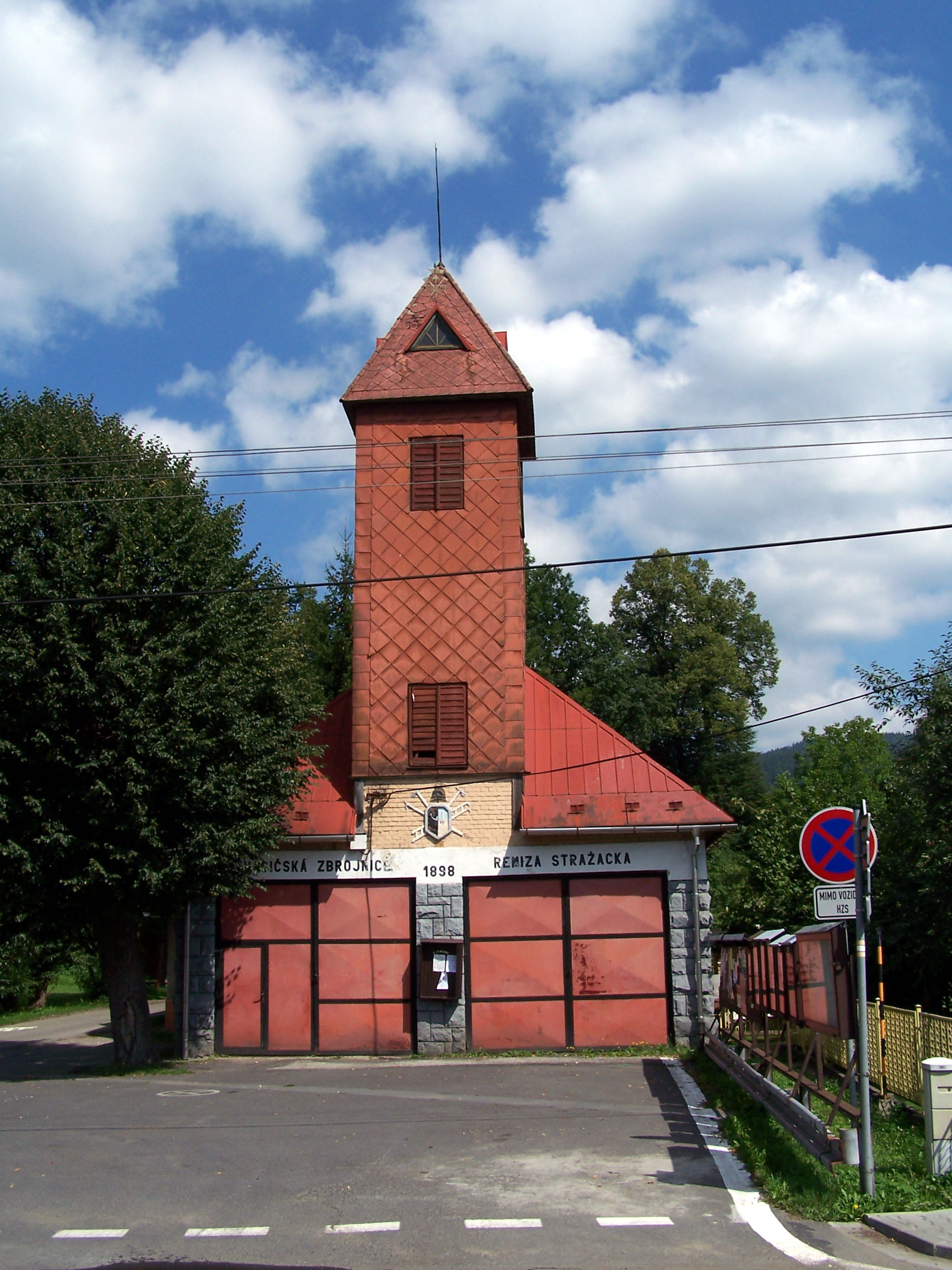
Straż pożarna
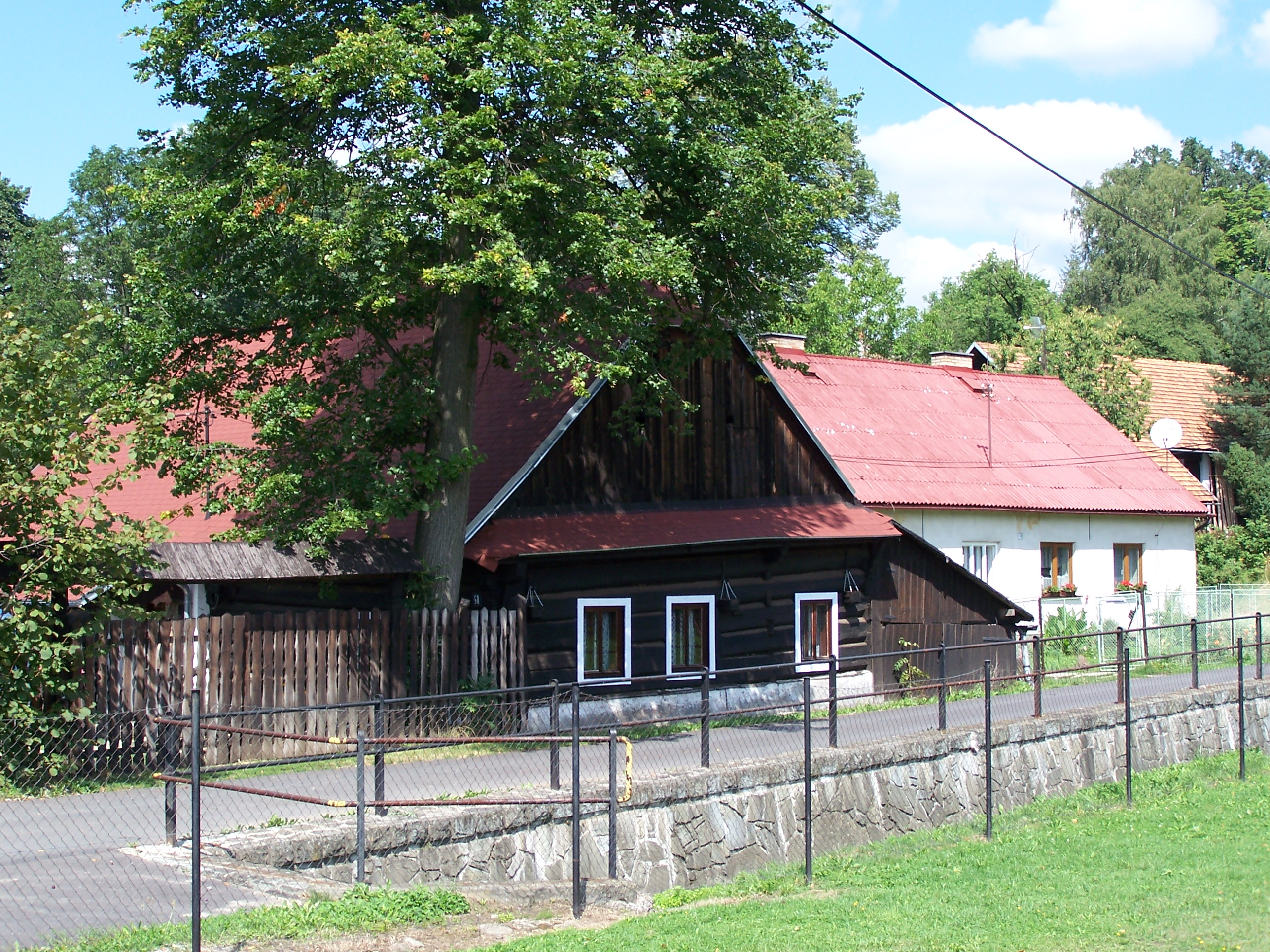
Drewniana chałupa (drzewiónka)
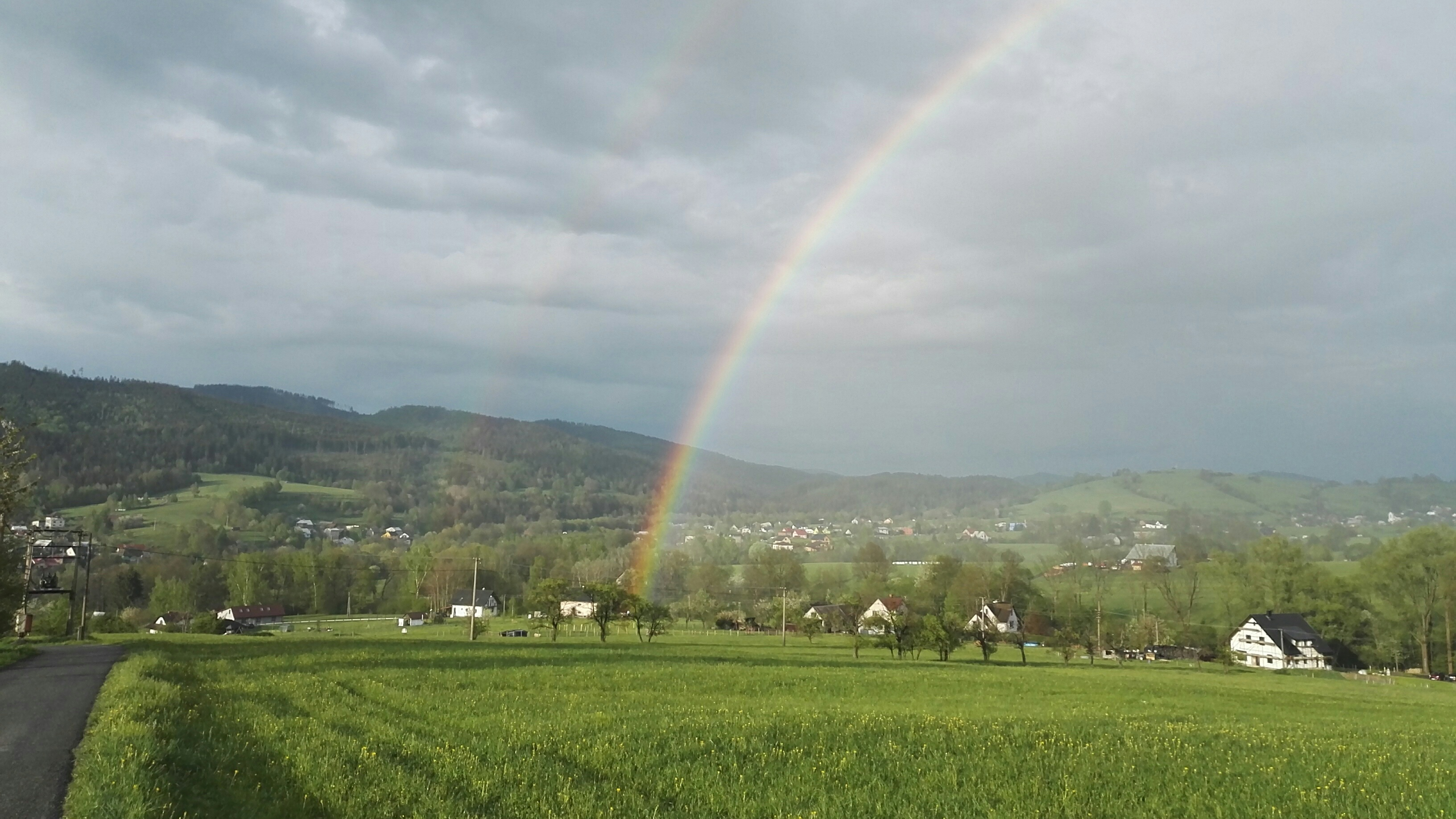
Widok wioski i jej okolic